# Мембранна дистиляція
Мембранна дистиляція (англ. membrane distillation) — процес дистиляції, коли рідка і парова фази розділені гідрофобною пористою мембраною, пори якої не змочуються рідкою фазою.

## Процес
При цьому процесі по обидва боки мембрани підтримується різна температура (або концентрація). Якщо обидві рідкі фази є водою з однаковою температурою, то система перебуває в динамічній рівновазі і транспорту крізь пори немає. Якщо ж температуру однієї з фаз підвищити, то на мембрані виникне градієнт температури, який призведе до різного тиску пари по обидва боки мембрани. В результаті пароподібні молекули переноситимуться крізь пори на той бік. де менший тиск пари. Транспорт, що виникає, має три стадії: 1) випаровування на боці з вищою температурою; 2) перенесення пароподібних молекул крізь пори пористої гідрофобної мембрани; 3) конденсація на боці мембрани з нижчою температурою. Мембранна дистиляція — єдиний мембранний процес, в якому мембрана не бере безпосередньої участі в акті розділення, її функція зводиться до ролі бар'єра між двома фазами. Селективність процесу цілком визначається рівновагою рідина — пара, яка при цьому встановилася. Отже, компонент із найвищим парціальним тиском має найбільшу швидкість транспорту. Так, у разі сольових розчинів, наприклад хлориду натрію у воді, виникає лише тиск пари води, оскільки тиском пари солі можна знехтувати, і тільки вода проникатиме крізь мембрану, причому з дуже високою селективністю. 

## Умови для виконання МД
1. мембрана має бути пористою
2. мембрана не повинна змочуватися робочим середовищем (зазвичай водним розчином)
3. всередині пор мембрани не повинно бути капілярної конденсації
4. крізь пори мембрани має переноситися тільки пара
5. мембрана не повинна змінювати рівновагу пара-рідина в процесі розділення компонентів розчину
6. щонайменше один бік мембрани має контактувати з робочою речовиною
7. для кожного компонента розчину рушійною силою масопереносу є градієнт парціального тиску в паровій фазі

## Переваги МД у порівнянні з іншими мембранними методами
- 100% виділення неорганічних йонів, макромолекул і інших нелетких речовин
- Відносно низькі робочі температури
- Відсутність надлишкових робочих тисків
- Нечутлива до концентрацій вихідного розчину, що підходить для дистиляції морської води
- Менші вимоги до механічних властивостей мембран

## Недоліки МД
- Низька продуктивність процесу
- Неможливість розділення сумішей із леткими компонентами
- Неможливість розділення сумішей з вмістом поверхнево-активних речовин

## Вимоги до мембран
Комерційні мембрани були істотно поліпшені відколи процес мембранної дистиляції набув розвитку і зараз застосовуються в великій кількості досліджень установок. Характеристиками, необхідними для хорошої МД мембрани, є: висока хімічна стійкість, хороша термічна стабільність, високий змочувальний тиск, низька теплопровідність, висока пористість, висока гідрофобність та вузький розподіл розміру пор. Перша МД мембрана у 1967 році мала товщину 3.2 мм, розмір пор 9 мкм і 42% пористості. Сучасні комерційні мембрани мають маленьку товщину, розмір пор від 0.2 мкм і пористість 70-80%. Для мембранної дистиляції необхідно застосовувати в першу чергу гідрофобні мембрани. Мембрани виготовляють із PP (Поліпропілену), PTFE (Політетрафтороетилену) і PVDF(Полівініліденфторид). Також застосовуються неорганічні (керамічні) мембрани (цирконієві, титанові, алюмінієві), але вони дуже дорогі. Перспективною галуззю є також застосування композитних мембран (алюміній-силікатних, глиняних з перфлуородецитриетоксисиланом, алюмінію з флуоросилановими функціональними групами), які б змогли поєднати характеристики двох матеріалів. У 1991 році відкрили Вуглецеві нанотрубки, які також можуть функціонувати як мембрана. PP, PTFE і PVDF є найбільш у вжитку завдяки їхньому низькому поверхневому натягу.

## Практичне застосування
Україна майже втратила чисті поверхневі води. У водойми потрапляли неочищені стічні води, забруднення води за основними показниками сягають вище екологічно допустимих меж. Мембранна дистиляція є сучасним методом, який можна застосувати у очищенні стічних вод та знесоленні промислових, шахтних та морських вод, що у майбутньому дозволить вирішити проблему нестачі води, оскільки МД має переваги над іншими процесами очистки. Для очищення морської води наявними методами витрачається дуже велика кількість енергії, а з використанням МД у поєднанні із дешевою енергією (використане тепло, сонячна енергія чи енергія вітру) дозволить набагато здешевити цей процес. З 2003 року Fraunhofer Institute for Solar Energy Systems ISE у Фрайбурзі почав розробляти методи мембранної дистиляції із використанням сонячної енергії. МД можна застосовувати також у харчовій промисловості для концентрування спиртової зернової барди, молочної сироватки, соків. МД була вивчена для застосування очистки використаної води в фармацевтичній промисловості та текстильній промисловості. Були вивчені методи видалення важких металів із розчинів за допомогою МД і сульфатної кислоти. Процес досі не поширений у промислових масштабах і потребує вивчення. Використовуючи різні матеріали мембрани, можливо збільшувати потік, змешувати забруднення і змочування мембрани. Використовуючи різні мембранні модулі, можливо знижувати поляризацію концентрації та тепла. Використовуючи різного типу системи МД, можливо досягнути зниження затрат енергії, підвищення продуктивності та контролю забруднення, а також регулювати змочування.

## Акутальність
Зацікавленість до досліджень МД зросла у 2003 у зв'язку з тим, що виникли ідеї зменшити використання енергії для комерційнного застосування МД [32]. Незавжаючи на це є багато можливостей для дослідження наявних модулів та створення високого потоку. В даний час PTFE мембрани домінують у комерційних мембранних модулях через їх доступність, високу проникність і відносно дешеву ціну. Проте, є ряд підходів для покращення МД мембрани, які активно досліджуються. Необхідно застосувати виробництво невеликих мембран з меншим розміром пор і з тоншим активним мембранним шаром з гідрофільних матеріалів. Керамічні мембрани мають характеристики, яких не вистачає полімерним мембранам, а саме механічна міцність, хімічна стійкість, а також їх висока термостійкість. Тим не менш, у даний час керамічні мембрани переважно гідрофільні і мають більш низькі потоки в порівнянні з полімерними мембранами, тому необхідні подальші дослідження, щоб визначити оптимальні покриття, які не ставлять під загрозу відхилення потоку, в той же час пропонуючи поліпшення відносно стійких полімерів таких як PTFE і PVDF, що широко використовуються в МД.

## Використання МД для знесолення морської води
Людство уже стикається з проблемою нестачі води. За допомогою МД можна очистити морську воду, але її треба зробити економічно вигідним процесом. На даний момент знесолення морської води дуже дорогий і тривалий процес
В Україні мембранною дистиляцією займаються в Національному університеті "Києво-Могилянська академія", Національному університеті харчових технологій та Національному технічному університеті України «Київський політехнічний інститут імені Ігоря Сікорського».